# فردریک امبر
فردریک اِمبِر (به فرانسوی: Frédéric Imbert) (زادهٔ ۱۹۶۳) دانشورِ فرانسوی، دانشیار زبانِ عربی، متخصصِ سنگ‌نبشته‌های عربی و اسلامی، و از سالِ ۲۰۱۵ مدیرِ گروهِ عربی‌پژوهی، قرون وسطی و مدرن در مؤسسهٔ فرانسوی خاورِنزدیک بوده‌است.
فردریک امبر کارشناسیِ ادبیاتِ خود را در سالِ ۱۹۸۱ گذراند و پس از پیوستن به دانشگاهِ پرووانس، مدرکِ کارشناسی، کارشناسیِ ارشد و سپس اگرگاسیونِ زبان عربی گرفت که سالِ ۱۹۹۰ در پایان در آن به‌عنوان شاگرداوّل دانش‌آموخته شد.
سالِ ۱۹۹۱، هنگامی که هنوز در دانشگاهِ پرووانس بود، تحصیلاتِ خویش را با گذراندنِ یک DEA در عربی و اسلام‌پژوهی با موضوعِ «مقدمه‌ای بر پیکرهٔ سنگ‌نبشته‌های عربی در اُردُن» زیرِ نظرِ سولانژ آوری تکمیل کرد.
به سالِ ۱۹۹۶ در دانشگاهِ پرووانس از رسالهٔ دکتری‌اش با موضوعِ «پیکرهٔ سنگ‌نبشته‌های عربی از اُردُنِ شمالی»، بازهم زیرِ نظرِ سولانژ آوری، دفاع کرد.
در ۲۰۱۱ گواهی‌نامه‌اش در تحقیقِ مستقیم (HDR) را در دانشگاهِ اِکس-مارسِی در دفاع از «اسلامِ سنگ‌ها: دیوارنگاه‌های عربیِ دو سدهٔ نخستِ هجری» گرفت.